# 日東商船組
日東商船組是台灣日治時期重要的運輸公司之一，由大坪與一設立於1910年，本社位於高雄市新濱町一丁目，於1943年改稱「日東運輸」，為當時台灣的五大運輸公司之一（其他為臺灣運輸、臺灣倉庫、國際通運、丸一組）。

## 介紹
大坪與一在日治初期1896年即來臺，在基隆設立「大坪艀船組」，經營基隆港船隻上下貨物的運送。1899年，改組為「合資會社基隆商船組」，為大阪商船株式會社專屬的貨物裝卸及倉儲公司，並設有台北支店經營陸上運送事業；同年10月，設立台南、安平、打狗出張員。由於運輸業在1905年的日俄戰爭後衰退，基隆商船組不再與大阪商船合作，改專門經營陸上貨物運送，並成為了三井物產株式會社委託專屬的軍需品運輸公司，並陸續在台灣各地設立出張員。1907年，設立淡水、三角灣（三峽）、阿緱（屏東）、九曲堂、番子田、他里霧（斗南）；1908年設立港仔墘、新店、五間厝（虎尾）；1909年設立嘉義、蕃薯寮、楠仔坑、車路墘、田中央、1910年設立溪州出張員。大坪因看好台灣南部的糖業及打狗港發展，在1910年10月改稱「日東商船組」，並將本店遷到打狗，基隆改設支店。
日東商船組主要的委託發貨人包含了：三井物產、三菱商事、大倉商事、安部幸商店、杉原商店、盛進商行、大成化學肥料會社、大日本人造肥料會社、台灣肥料會社、臺灣電力、臺灣製糖、明治製糖、帝國製糖、新高製糖、大日本製糖、新興製糖、沙轆製糖、軍經理部、陸軍運輸部、陸軍兵器部。
大坪與一在1932年9月去世後，在同年11月，日東商船組改組為株式會社，並由大坪之妻大坪冬子擔任社長。在1938年，日東商船組負責的砂糖運輸占了全台總量約七成。在1938年6月，日東商船組合併了三井物產下的三郵組，希望藉此增加在高雄港的勢力，以和主要承攬日本郵船株式會社的國際通運株式會社競爭；因有三井物產的投資，日東商船組亦被定位為三井物產的關聯公司。1943年，日東商船組改稱「日東運輸」。
於1942年的董事長為大坪佐苦樂，執行董事為永原喜太郎、黑木彌之進、玉村貞。

## 支店及出張所
- 支店：基隆、台北、新竹、竹南、沙鹿、后里、潭子、台中、彰化、二水、虎尾、斗南、大林、嘉義、水上、番子田、台南、屏東、西勢、潮州、溪州
- 出張所：萬華、崁子腳、香山、王田、追分、員林、過溝子、中寮、土庫、元長、田尾、西螺、崙背、麥寮、佳冬、埔姜崙、海口、子良廟、佳里、佳里興、學甲、二重港、南投、三峽、竹東、名間、新街[5]